# Александро-Пащенково
Александро-Пащенково (укр. Олександро-Пащенкове) — село в Новопражской поселковой общине Александрийского района Кировоградской области Украины.
Население по переписи 2001 года составляло 21 человек. Почтовый индекс — 28044. Телефонный код — 5235. Код КОАТУУ — 3520355405.